# Yukihide Takekawa
Yukihide Takekawa (タケカワ ユキヒデ（武川 行秀）, Takekawa Yukihide) est un auteur-compositeur-interprète japonais né le 22 octobre 1952 à Urawa, Saitama, Préfecture de Saitama. Il est principalement connu en tant que chanteur du groupe Godiego, et grâce à sa carrière solo et son travail en tant que auteur. Certaines de ses compositions figurent dans des bandes originales de jeux vidéo, anime, films, et série télévisée japonais, et notamment le long-métrage Galaxy Express 999, les séries Saiyūki, Mospeada, ainsi que Soul Blazer, et Supernova Flashman.

## Biographie
Son père, Hiromi Takekawa, était un professeur émérite à l'Université Ueno Gakuen connu en tant que chercheur de Beethoven / auteur éminent, et sa mère est la petite-fille du fondateur d'une entreprise de luthier japonais, Suzuki Violin. Son grand-oncle est le fondateur d'une méthode d'éducation célèbre connue sous le nom méthode Suzuki. Il a commencé à apprendre le violon et le solfège à l'âge de cinq ans.
Il a également publié des romans policiers.